# Oxinitrato policristalino de alumínio
O oxinitrato policristalino de alumínio também conhecido pelo nome comercial de ALON, é uma cerâmica transparente composta por alumínio, oxigênio e nitrogênio, comercializado pela Surmet Corporation. Ele é opticamente transparente (≥80%) para as regiões ultra-violeta próximo, luz visível e infra-vermelho do espectro eletromagnético.
É 4 vezes mais resistente que vidro de sílica fundida, 85% da resistência da safira, e quase 15% mais resistente do que aluminato de magnésio cristalizado[carece de fontes?]. Uma vez que tem uma estrutura cristalina cúbica, pode ser fabricado para janelas transparentes, placas, cúpulas, varetas, tubos e outras formas, utilizando técnicas de processamento dos pós de cerâmica convencionais. O oxinitrato policristalino de alumínio é o mais resistente policristalino transparente disponível comercialmente[carece de fontes?].  As propriedades ópticas e mecânicas dessa cerâmica faz com que ela seja um dos principais candidatos para aplicações transparentes de alta resistência a impacto, tais como janelas à prova de balas e resistentes a explosões e para muitos equipamentos ópticos infravermelhos militares. Blindagens de com ele feitas foram exibidas resistindo a múltiplos impactos de projéteis perfuradores de calibre até .50[carece de fontes?]. Ele está comercialmente disponível em tamanhos tão grandes como janelas de 18x35 polegadas.[carece de fontes?]

## Aplicações
Além de ser utilizado como blindagem transparente, o oxinitrato policristalino de alumínio também é utilizado como janelas-ópticas de equipamentos de infra-vermelho. Como tal, tem aplicações como um componente do sensor, janelas para comunicações a laser, e em algumas aplicações relacionadas com semicondutores.

### Vidros a prova de balas
Como material de blindagem transparente, ele fornece um produto à prova de balas com muito menos peso e espessura do que o vidro à prova de balas tradicional. Ele foi apelidado de alumínio transparente (por Jornada nas Estrelas)[carece de fontes?]. Uma blindagem de 1.6" de espessura de oxinitrato policristalino é capaz de parar projéteis perfurantes de calibre até .50 BMG, que podem penetrar vidro laminado tradicional de 3,7" de espessura[carece de fontes?].

## Manufatura
ALON pode ser fabricado como janelas, placas, cúpulas, varetas, tubos e outras formas, utilizando técnicas de processamento dos pós de cerâmica convencionais. A sua composição pode variar um pouco, o teor em alumínio de cerca de 30% a 36%. A greenware fabricada é submetida a um tratamento térmico (densificação) a temperaturas elevadas, seguido por moagem e polimento para proporcionar transparência. Pode suportar temperaturas de cerca de 2100 °C em atmosferas inertes. O polimento melhora substancialmente a resistência ao impacto e outras propriedades mecânicas de blindagem.[carece de fontes?].